# 반야월성당
반야월성당은 대한민국의 대구광역시 동구 경안로107길 34 (서호동)에 위치한 천주교 대구대교구 2대리구 1지역의 성당이다. 1960년 3월 19일에 설립하였다.

## 교통편
- 대구 도시철도 1호선 신기역, 반야월역

## 같이 보기
- 천주교 대구대교구